# Chicora (volk)
Chicora was een legendarisch koninkrijk, of een indianen-stam, dat gedurende de 16e eeuw werd gezocht door verschillende Europese onderzoekers in het tegenwoordige South Carolina. 
De legende stamt van Spaanse slavenhandelaars die in 1521 een indiaan gevangen namen, die ze Francisco de Chicora noemden. Nadien behandelden ze Francisco's thuisland als een land van overvloedige weelde en natuurlijke hulpbronnen. De "Chicora-legende" beïnvloedde de volgende zestig jaren zowel de Spanjaarden als de Fransen in hun pogingen Noord-Amerika te koloniseren.